# Baños Petrohué
Los baños Petrohué son manantiales termales ubicados en la Región de Los Lagos, utilizados para fines medicinales.

## Ubicación
Estos baños, aunque aparecen en las cartas del IGM, no se encuentran en otros mapas digitales disponibles. Si aparecen en el banco de datos tageo.com.

## Historia
Francisco Solano Asta-Buruaga y Cienfuegos escribe sobre el lugar en su Diccionario Geográfico de la República de Chile de 1899:: 544 
Petrohue.-—Río del departamento de Llanquihue que nace del lago de Todos los Santos, á su extremo sudoeste por los 41º 10' Lat. y 72° 22' Lon. Se dirige por un corto trecho hacia el SO., rodea las faldas del sudeste del volcán Osorno y torciendo después hacia el S., va con ligeras vueltas por entre alturas bajas y selvosas á descargar su mediano caudal en el fondo norte de la bahía de Ralún á la cabeza del estuario de Reloncaví, entrando en ella por tres ó cuatro canales someros. Su curso no baja de 30 kilómetros, un tanto lento en la parte superior y con algunos reciales hacia su término. Poco antes de su desembocadura se notan en su margen izquierda unas vertientes de agua mineral con temperatura de 30 hasta 48 grados.
Luis Risopatrón lo describe en su Diccionario Jeográfico de Chile de 1924:: 661 
Petrohué (Baños de). 41° 22' 72° 22' Ofrecen varias vertientes cloruradas de 30° a 66° C de temperatura, de sabor insípido, algo salino, con débil olor sulfuroso, que revientan en una playa arenasa amarilla, al canto del agua en pleamar, en la ribera E del rio del mismo nombre, a 1,5 kilómetros de su desembocadura. 1. viii. p. 93; 60, p. 472; 61, xxxix, p. 21; i XLVII, p. 69Ó; 63,' p. 487; i 156; i agua de Petrohue en 61, xxxii, p. 411; 85, p. 108; i 111, i, p. 68; 1 termas Baños de Petrohue en 68, p. 37.